# Рипін (гміна)
Гміна Рипін (пол. Gmina Rypin) — сільська гміна у північній Польщі. Належить до Рипінського повіту Куявсько-Поморського воєводства.
Станом на 31 грудня 2011 у гміні проживало 7399 осіб.

## Площа
Згідно з даними за 2007 рік площа гміни становила 131.94 км², у тому числі:
- орні землі: 84.00%
- ліси: 7.00%

Таким чином, площа гміни становить 22.47% площі повіту.

## Населення
Станом на 31 грудня 2011:
| Опис     | Загалом | Загалом | Чоловіки | Чоловіки | Жінки | Жінки |
| -------- | ------- | ------- | -------- | -------- | ----- | ----- |
| одиниця  | осіб    | %       | осіб     | %        | осіб  | %     |
| все      | 7399    | 100     | 3828     | 51.74    | 3571  | 48.26 |
| міське   | 0       | 100     | 0        |          | 0     |       |
| сільське | 7399    | 100     | 3828     | 51.74    | 3571  | 48.26 |

## Сусідні гміни
Гміна Рипін межує з такими гмінами: Бжузе, Осек, Роґово, Рипін, Скрвільно, Сведзебня, Вомпельськ.